# Sveriges jämställdhetspolitik
Jämställdhetspolitik i Sverige har haft en central ställning i samhällsdebatten sedan 1970-talet, och landet räknas ibland som ett föregångsland i frågan.  Delegationen för jämställdhet mellan kvinnor och män instiftades den 1 januari 1973, drivande kraft bakom var Olof Palme. 1980 kom den första jämställdhetslagen, och en jämställdhetsombudsman. (Jämställdhetsombudsmannens roll är nu övertagen av Diskrimineringsombudsmannen). Jämställdhetslagen infördes 1991, under jämställdhetsminister Karin Anderssons, (c), ledning.
Från och med 2008 utbetalas en jämställdhetsbonus till de vårdnadshavare som delar lika på föräldrapenningen.
Enligt diskrimineringsombudsmannen innefattar jämställdhet mäns och kvinnors lika rättigheter, skyldigheter och möjligheter och att kön inte skall vara ett omotiverat hinder för personlig utveckling. Enligt Jämo inkluderar därmed bland annat samma möjligheter till samhällsinflytande, ekonomiskt oberoende, företagande, och utveckling i arbetet.
1 januari 2018 inrättades Jämställdhetsmyndigheten med syfte att säkerställa att regeringens jämställdhetspolitiska prioriteringar får genomslag genom att bidra till ett effektivt genomförande av jämställdhetspolitiken. Till 2019 får myndigheten minskat anslag, vilket kan leda till nedläggning.